# Bučí
Bučí település Csehországban, a Észak-plzeňi járásban. Bučí Horní Bělá, Mrtník, Krašovice és Loza településekkel határos. Lakosainak száma 181 fő (2024. január 1.).

## Népesség
A település lakosságának változását az alábbi diagram mutatja:
| Lakosok száma | 167  | 155  | 172  | 178  | 168  | 143  | 177  | 168  | 162  | 181  |
|               | 1869 | 1900 | 1921 | 1961 | 1980 | 2011 | 2016 | 2019 | 2021 | 2024 |